# 英格爾貝特三世 (馬克)
英格爾貝特三世（Engelbert III. von der Mark，1333年—1391年），馬克伯爵（1347—1391），阿道夫二世的兒子，拉馬克家族成員。

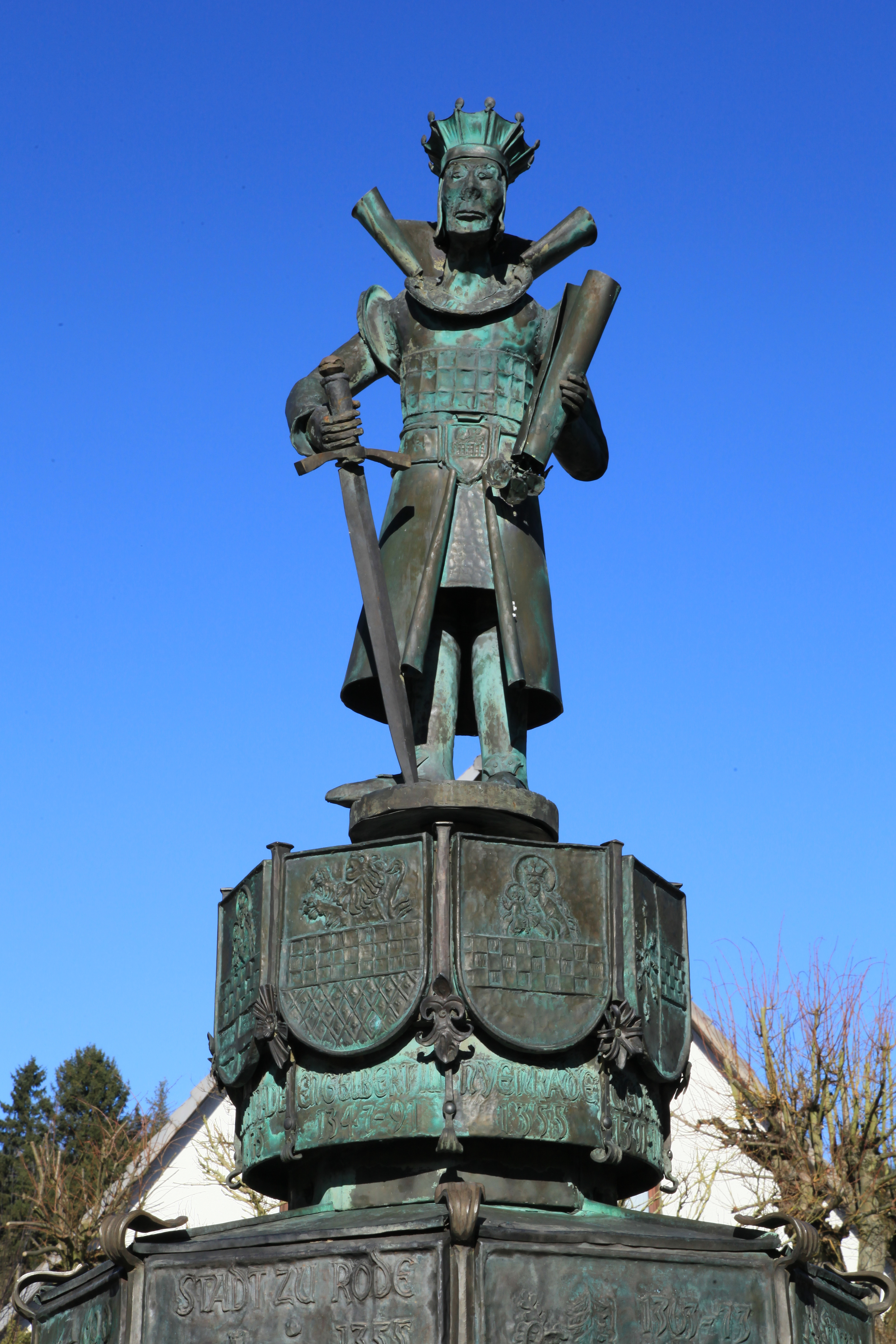
英格爾貝特三世